# Suki ni Naru Sono Shunkan o
Suki ni Naru Sono Shunkan Wo (Conocida en inglés como The Moment You Fall in Love, el momento en que te enamoras en español), es una película de animación romántica juvenil japonesa estrenada en 2016 dirigida por Tetsuya Yanagisawa, escrito por Yoshimi Narita y producida por Qualia Animation.
La película está basada en canciones interpretadas de Kokuhaku Jikkō Iinkai ~ Ren'ai Series~ de HoneyWorks. Es la segunda película basada en canciones de Kokuhaku Jikkō Iinkai ~ Renai Series, siguiendo a Zutto Mae Kara Suki Deshita. Fue lanzado en Japón por Aniplex el 17 de diciembre de 2016. Crunchyroll comenzó a transmitir la película el 6 de junio de 2017.

## Trama
Esta es la segunda parte de la película de anime Zutto Mae Kara Suki Deshita, que se centra alrededor de un grupo de amigos de la escuela secundaria que luchan por confesar su amor a sus importantes enamoramientos. La película está llenando los detalles faltantes en la primera película y destaca los sentimientos de Kotaro Enomoto.
Esta película comienza con Hina Setoguchi, la hermana menor de Yu Setoguchi (uno de las protagonistas de la primera película) que narra su primer encuentro con Koyuki Ayase, que ella describe como un desastre. Ella equivocadamente lo había tropezado con su escoba de limpieza en el pasillo de la escuela y al caer al piso, vio por error sus bragas. Hina lo persiguió por el pasillo y mientras lo retenía contra la pared del pasillo, Natsuki Enomoto, un estudiante de último año, llegó y reconoció a Koyuki como su compañero de clase, lo que provocó que Hina le pidiera disculpas a Koyuki por ser irrespetuosa con él. Sin embargo, Koyuki perdona a Hina al instante, lo que dejó una profunda impresión en Hina y por lo tanto marcó el comienzo de su enamoramiento hacia él.
Kotaro Enomoto, el amigo de la infancia de Hina y el hermano menor de Natsuki, comienza a pensar en Hina por la mañana. Luego pasó a tener una discusión amistosa con Hina afuera de sus casas, antes de que ambos corrieran juntos a la escuela. En la escuela, Hina comienza a notar a Koyuki más y más, lo que no pasa desapercibido para Kotaro y otra compañera de clase, Arisa Takamizawa. Queriendo confirmar si de hecho Hina está enamorada de Koyuki, Arisa decide interrumpir juguetonamente a Hina cada vez que ella y Kyoki están juntos. Esta constante interrupción enoja profundamente a Hina y le hace darse cuenta de que estaba enamorada de Koyuki.
Como estudiantes de nivel superior, Koyuki Ayase, Yu Setoguchi y Natsuki Enomoto se están graduando de la escuela media y se están trasladando a la escuela secundaria. Esto entristece a Hina y la lleva a hablar con Koyuki sobre su elección de escuela, lo que eventualmente la hace llorar y tomarse una foto con él como recuerdo. Queriendo verlo de nuevo, Hina estudia mucho para ingresar a la misma escuela secundaria que Koyuki, sin embargo, Kotaro, que en secreto había amado a Hina desde el principio, estaba celoso de su amor a Koyuki. Como quería estar cerca de hina, también decide estudiar e ingresar a la misma escuela.
Hina y Kotaro lograron ingresar a la escuela secundaria de Koyuki. Allí se encuentran con el hermano de Hina, Yu, y la hermana de Kotaro, Natsuki, quien presenta a Hina a sus compañeros de clase mayores Mio Aida, y Akari Hayasaka, quien es admirado por Sota Mochizuki como compañero de clase. Ansiosa por ver a su amado de nuevo, Hina lo busca por toda la escuela y finalmente lo encuentra regando las flores en el patio. Feliz de reunirse con el chico que le gusta, Hina se acerca a él mientras él continuaba regando las flores. Kotaro se acerca y los ve juntos, alejándose de la escena con el corazón roto.
El primer período de Hina en la escuela secundaria pasó sin una mejora significativa entre ella y Koyuki. ella jura confesar con éxito sus sentimientos hacia él durante el segundo semestre. Con una nueva mentalidad y determinación, Hina se maquilla todas las mañanas con la esperanza de hablar con Koyuki y hacer que se fije en ella. Al llegar a la escuela, Hina se sorprende al ver que Koyuki había cambiado su imagen de dorky a sexy. Hina pronto se da cuenta de que la razón por la que Koyuki cambió su imagen era porque estaba enamorado de Natsuki Enomoto y quería ser notado por ella.
En casa, Kotaro recuerda sus días de infancia con Hina y cómo crecieron haciendo todo juntos. A pesar de que está herido por el amor de Hina hacia Koyuki, admite que ama a Hina profundamente y quiere hacerla feliz incluso si eso significa que nunca lo amará.
Después de una escena en el café, donde una sección de preguntas y respuestas que hizo que Hina se sintiera incómoda, Arisa la defendió, haciendo una buena amistad con Hina, Miou-chan se encuentra con Hina y la anima a contarle sus sentimientos a Koyuki. Ella decide escribir una carta de amor para Koyuki.
Después de que Natsuki hace su última confesión (supuestamente) de práctica, confiesa que en realidad era verdad, y no una práctica. Por lo cual Yu abraza a Natsuki y acepta sus sentimientos. Koyuki, quien estaba al otro lado de la puerta, se percata de lo sucedido y se aleja con tristeza. Hina ve a Koyuki en la entrada de la escuela y está dispuesta a entregarle su carta de amor, pero se da cuenta de que su corazón estaba roto en ese momento. Sin embargo, Hina le confiesa a Koyuki que le gusta.
Koyuki consideró que ella lo decía para hacerlo sentir mejor, a pesar de que era su verdadero sentimiento. Al ver a Hina llorar, Kotaro, que se escondía allí porque Arisa le dijo que estaba actuando de forma extraña, él se enoja con Koyuki y con él mismo y confiesa que está enamorado de Hina.
Se muestran los créditos de la película, pero la historia no termina aquí, entre los créditos hay una escena en la que Natsuki y Yu invitan a Kotaro y a Hina a una cita doble. Fue en ese momento después de discutir sobre el complejo amoroso hermano - hermana, él le confiesa su amor y ella deja de correr. Y luego en respuesta diciendo "yo sé". En lo que se muestra confundido. Luego, cuando Natsuki y Yu se preguntan por qué son tan lentos, comentan qué tan rojo se ve. Hina corre junto con Natsuki y Yu, y Kotaro corre detrás para alcanzarlos.

## Elenco
- Momo Asakura como Hina Setoguchi.[2]
- Natsuki Hanae como Kotaro Enomoto.[2]
- Tsubasa Yonaga como Koyuki Ayase.[2]
- Yoshimasa Hosoya como Ken Shibazaki.[2]
- Yoshitsugu Matsuoka como Kodai Yamamoto.[2]
- Nao Tōyama como Arisa Takamizawa.[2]
- Hiroshi Kamiya como Yu Setoguchi.[2]
- Haruka Tomatsu como Natsuki Enomoto.[2]
- Yūki Kaji como Sota Mochizuki.[2]
- Kana Asumi como Akari Hayasaka.[2]
- Kenichi Suzumura como Haruki Serizawa.[2]
- Aki Toyosaki como Mio Aida.[2]
- Sora Amamiya como Sena Narumi.[2]
- Gero como Hamanaka Midori.[2]
- Hikaru Midorikawa como Saku Akechi.[2]
- Sayuri Matsumura como Kako.[2]
- Manatsu Akimoto como estudiante femenina A.[2]
- Kotoko Sasaki como estudiante B.[2]
- Miria Watanabe como estudiante femenina C.[2]

## Temas
El tema de apertura es "Senpai". ( セ ン パ ) . ) de HoneyWorks con TrySail, y el tema final es "Daikirai na Hazu Datta". (大 嫌 ))))) ).

## Recepción
La película ocupó el noveno lugar de las más vistas en su primer fin de semana en Japón.